# Levičarstvo: otroška bolezen komunizma
Delo »Levičarstvo: otroška bolezen komunizma« je Vladimir Lenin napisal in izdal leta 1920. V tem časovnem obdobju so boljševiki z oktobrsko revolucijo prevzeli oblast v Rusiji, čemur je sledila petletna državljanska vojna. Komunistične vstaje so se zgodile tudi v drugih evropskih deželah, kot na primer Finski, Nemčiji in Madžarski, ki pa so bile krvavo zatrte.
Delo kritizira revolucionarna gibanja (natančneje: komunistična gibanja v Nemčiji, pa tudi Združenem Kraljestvu in Nizozemske), ki so trdovratno zavračala vsakršne kompromise in parlamentarni boj, kritizira pa tudi zavračanje delovanja, tudi prikritega, v reformističnih gibanjih. To kritiko gradi Lenin na postavki, da se komopromisa in razrednega boja nasploh ne more graditi na osnovi abstraktnih načel, ampak je oboje treba analizirati glede na konkretne (politične, razredne in zgodovinske) okoliščine.

## Okoliščine pisanja
Pri zgodovinskem kontekstu dela sta na mednarodnem nivoju pomembna dva faktorja.
Prvi faktor je bil obstoj sovjetske oblasti, ki se je z zmago v ruski državljanski vojni dokončno utrdila. Obstoj socialistične oblasti in militantnih delavskih gibanj v kapitalističnih deželah sta imela praktične in teoretične posledice tako za revolucionarno kot kontrarevolucionarno stran. Primer prvega je bil strah vladajočega razreda in kontrarevolucionarne (vključno z reformizmom) politike pred »pošastjo komunizma«, kar je vodilo v antikomunistično histerijo, kot na primer rdeči strah v Združenih Državah Amerike (obtožbe političnih nasprotnikov za »komuniste« so bile tudi drugje pogosta praksa), v delu pa Lenin na primeru Velike Britanije omenja koalicijo liberalne in konzervativne stranke proti laburistom, ki so jih stranki označile za komuniste. Iz teoretskega vidika je revolucionarna stran povojno obdobje označila za novo obdobje razrednega boja; uspešno revolucijo v Rusiji je videla kot začetek propada kapitalizma.
Drugi faktor je bil zgodovinski razvoj socialdemokratskih strank, s tem pa tudi Druge internacionale. Prvi pomemben dejavnik je bil podpora socialdemokratskih strank domačim kapitalističnim državam v prvi svetovni vojni; ta podpora je vključevala zamrznitev stavk in revolucionarnega boja. Revolucionarno krilo socialne demokracije je takšen korak označilo za socialni šovinizem (zagovarjanje šovinistične politike s socialistično retoriko). To je tudi bil odločilen korak, ki je vodil v odprt razkol delavskega gibanja na revolucionarno (komunistično) in zmerno (socialdemokratsko krilo). Slednje je vprašanje razrednega boja in komunistične revolucije »preložilo« na kasnejše obdobje, kar je v praksi tudi pomenilo zatrtje delavskih vstaj in aktivno nasprotovanje oktobrski revoluciji tako v praksi kot iz ideološkega vidika. V delu Lenin Drugo internacionalo in socialdemokratske stranke (ter reformistična delavska gibanja) označi za oportunistična, v tem časovnem obdobju pa je kot alternativa že bila vzpostavljena Kominterna.

## Povzetek dela
V delu Levičarstvo: otroška bolezen komunizma Lenin naslavlja dve večji vprašanji. Prvo vprašanje je, kako razviti strategijo razrednega boja iz danih zgodovinskih okoliščin, drugo vprašanje pa je, katera orodja uporabiti za ta razredni boj. Primera, ki sta za leve komuniste problematična in jih Lenin v delu podrobneje obravnava, sta delovanje v parlamentu ter reformističnih sindikatih.
Pri prvem vprašanju Lenin primerom »levih komunistov«, ki zavračajo sklepanje vsakršnih kompromisov, očita, da se vprašanja kompromisa lotijo iz napačnih vidikov, ker sam kompromis obravnavajo kot abstrakten koncept. Pri kompromisih izpostavlja dvoje: da je neupravičeno enačiti vse kompromise in da je pri vprašanjih, ali skleniti kompromis in če je ta upravičen, treba upoštevati še ostale okoliščine, kot na primer razmerje moči sprtih strani. Pri prvem izpostavi razliko med kompromisom na področju temeljnih vprašanj, kot na primer dolgoročnih ciljih, ter kompromisih v praktičnem delovanju. Prve označi za oportunizem, za druge pa trdi, da so spretnost, ki jih morajo vodje in gibanje osvojiti za uspešno vodenje revolucionarnega boja.
Zadnjo pozicijo Lenin argumentira s tem, da izpostavi razliko med stopnjo zavesti avantgarde in njenimi dejanskimi, materialnimi pogoji delovanja. Revolucionarna avantgarda se mora tako naučiti delovati tudi v okolju, ki še ni revolucionarno in ga spremeniti v revolucionarnega. V tem obdobju bo pa prisiljena delovati z začasnimi zavezniki in kratkoročno pristati na delno izpolnitev zahtev; v obeh primerih pride v praktičnem delovanju do kompromisa.
Te opazke Lenin podkrepi z analizo zgodovine boljševiškega delovanja, pri kateri izpostavi, da so se ti velikokrat morali umakniti, sklepati kompromise in stopati v začasna zavezništva. Kot nekaj  takšnih primerov navede začasno sodelovanje socialdemokratskega časopisa Iskra z liberalcem Petrom Struvom ter skupni nastop boljševikov in eserjev (Socialistov-revolucionarjev) v Dumi leta 1908; v obeh primerih to ni vplivalo na kritiko začasnih zaveznikov.
Pri zgodovini boljševiškega gibanja Lenin tudi izpostavi, da se je to borilo proti dvema pozicijama; na eni strani proti oportunizmu (npr. menjševikom), na drugi strani pa proti »levim deviacijam« (sem vključi tudi anarhizem); slednjim v delu Lenin očita, da svoje prakse niso gradile na objektivni analizi razrednega stanja, kar je vodilo do pristopov, kot na primer terorizma (ki ga je Lenin označil za neučinkovitega). Za dve pomembni prelomnici boja z »levimi deviacijami« postavi leti 1908 in 1918; leta 1908 je spor zadeval vprašanje delovanja v Dumi, leta 1918 pa podpis Brest-litovskega miru.
Pri drugem vprašanju, ki zadeva uporabo zakonitih sredstev boja, kot na primer parlamentarnega boja in sodelovanja z reformističnimi sindikati, Lenin postavi podobno izhodišče kot pri prvem vprašanju, da je pomembno razlikovati med zavestjo avantgarde in zavestjo delavskega razreda. Če je na primer parlament zastarela institucija za avantgardo (ker ne more razrešiti razrednih nasprotij kapitalizma in ga bo potrebno zamenjati skupaj s kapitalizmom), to še ne pomeni, da velja isto tudi za delavske množice; isto velja za reformizem. Pri tem Lenin poda še dodaten komentar, da je revolucionarno vzdušje pomemben element za izvedbo revolucije, a sam na sebi ne zadostuje; »levim komunistom« očita, da se osredotočajo predvsem na revolucionarno vzdušje, ne vzamejo pa v zakup vprašanja, ali je v danih okoliščinah revolucionarni prevrat realno izvedljiv.
Pri vprašanju, ali so reformistični boji v okviru kapitalizma že zastareli, Lenin postavi, da se odgovor na to vprašanje razlikuje glede na različne časovne perspektive. Če se reformistične boje, kot na primer sindikate in parlamentarno delovanje, opazuje iz perspektive kapitalizma kot zgodovinskega družbenega obdobja, je takšna teza pravilna, pravilna je tudi »iz propagandnega vidika«. Dokler reformizem in parlamentarizem še nista izčrpala vseh svojih možnosti, pa še ni pravilna iz praktičnega vidika in ostajata področja boja, v katerih morajo komunisti sodelovati, se jih naučiti uporabljati (npr. parlament za propagandno orodje) in jih nato uporabiti za ustvarjanje okoliščin, primernih za revolucionarni prevrat.
Kljub temu pa Lenin poudarja, da je delovanje od spodaj vedno bistveno bolj pomembno kot delovanje v reakcionarnih institucijah, da so tako množične stavke na primer pomembnejše od števila parlamentarnih sedežev, za katere Lenin poudarja, da za komuniste niso ključnega pomena (ker nameravajo nadomestiti parlament s sovjetsko oblastjo). Delovanje avantgarde med množicami postavlja Lenin v ospredje pripravljanja na revolucijo; poudari, da je za revolucijo potrebno mobilizirati celotni delavski razred, ne le njene avantgarde. Delovanje v kapitalističnih institucijah, kot na primer parlamentu in reformističnih sindikatih, Lenin vidi kot pomembne dostopne točke do množic, ki se jih ne sme ignorirati.

## Levi komunizem v Nemčiji
Lenin je Komunistični delavski partiji Nemčije (KAPD), ki se je odcepila od novonastale Komunistične partije Nemčije (KPD, ki je nastala iz Spartakove zveze) očital nekritično rabo konceptov »množice« in »vodje« ter da iz strahu pred oportunističnimi vodji zavračajo vodje kot take, s tem pa tudi partijsko disciplino. Očita jim tudi, da niso pripravljeni delovati v kontrarevolucionarnih (reformističnih) sindikatih in radikalizirati njihovo članstvo (Lenin to šteje za nujen korak), iz vidika parlamentarnega boja pa jim očita, da ne izhajajo iz dejanskega političnega stanja, saj predpostavljajo zastarelost parlamenta, ta pogoj pa v praksi še ni bil izpolnjen. Kritizira tudi frakcijo tako imenovano Nacionalnih Boljševikov, ki so pod svoje glavne zahteve postavili razveljavitev Versajskega miru; Lenin jim očita, da takšen cilj realno ni izvedljiv in osredotočenje nanj odvrača od dejanskega revolucionarnega boja.

## Levi komunizem v Veliki Britaniji
V času pisanja pamfleta so v Veliki Britaniji bila štiri pomembnejša gibanja, ki so si prizadevala ustanoviti komunistično partijo (Britanska socialistična partija, Socialistična delavska stranka, Socialistično društvo Južnega Walesa in Delavska socialistična federacija). Sporno vprašanje združitve je bilo, podobno kot v Nemčiji, vprašanje delovanja v parlamentu ter sodelovanja z nerevolucionarnimi sindikati, pa tudi odnosom do (socialdemokratske) laburistične stranke. Lenin kot primer navede Sylvio Pankhurst pohvali revolucionarno vzdušje, a opozarja, da samo revolucionarno vzdušje ne zadostuje in da se morajo komunisti izuriti tudi v delovanju v buržoaznem parlamentu. Lenin predlaga združitev vseh štirih skupin v skupno partijo ter sodelovanje z laburisti proti skupnemu nastopu liberalcev in konzervativcev, pri čemer bi zahtevala svobodo politične agitacije in kritike laburistov (to bi tudi bil ključen pogoj za koalicijo z laburisti). Istočasno od britanskih komunistov zahteva, da kritično podpirajo reformiste, a vseskozi opozarjajo na njihove pomanjkljivosti in se pripravljajo na prevzem oblasti, ko se bo pokazala neustreznost reformizma in nedoslednost oportunistične politike; iz tega razvije metaforo, naj komunisti podpirajo reformiste (konkretno je imenovan laburistični politik Arthur Henderson) »na isti način, kot vrv podpira obešenca«.